# Icter
Icterul  (latină: icterus, popular: gălbeneală, gălbinare) este un sindrom clinic observat în bolile ficatului și ale vezicii biliare. Icterul reprezintă colorația galbenă a pielii, sclerei și a mucoaselor bolnavului, provocată de impregnarea acestora cu pigmenții biliari (în specială bilirubină) aflați în exces în circuitul sanguin, conduție denumită hiperbilirubinemie. Icterul este adesea asociat cu prurit.
După modul de manifestare și de cauza care îl determină se pot aminti mai multe forme de icter: subicter, icterul hemoragic, icterul mecanic (prin obstrucția căilor biliare).
Hiperbilirubinemia poate fi de două tipuri: neconjugată (indirectă) și conjugată (directă), la bilirubina conjugată poate fi confirmată prin determinarea bilirubinei în urină.